# Seta di ragno
La seta di ragno è una fibra proteica prodotta dai ragni. I ragni usano la seta per creare ragnatele o altre strutture che funzionano come trappole adesive per catturare le prede, per impigliare e trattenere le prede prima di morderle, per trasmettere informazioni tattili o come nidi o bozzoli per proteggere la loro prole. I ragni possono usare la seta per sospendersi in altezza, fluttuare nell'aria o spostarsi lontano dai predatori. La maggior parte dei ragni varia lo spessore e l'adesività della seta a seconda del suo utilizzo.
In alcuni casi, i ragni possono utilizzare la seta come fonte di cibo. Sebbene siano stati sviluppati metodi forzosi per raccogliere la seta da un ragno, la raccolta della seta da molti ragni è più difficoltosa che da altri organismi che filano la seta come i bachi da seta.
Tutti i ragni producono seta, anche se alcuni ragni non tessono ragnatele.

## Proprietà

### Strutturali

Struttura della seta di ragno. All'interno di una tipica fibra ci sono regioni cristalline separate da legami amorfi. I cristalli sono β-foglietti assemblati insieme.

Le sete hanno una struttura gerarchica. La struttura primaria è la sequenza di amminoacidi delle sue proteine (spidroina), costituita principalmente da blocchi ripetuti di glicina e alanina, motivo per cui la seta viene spesso definita copolimero a blocchi. L'interazione tra i segmenti cristallini duri e le regioni semiamorfe elastiche conferisce alla seta di ragno le sue straordinarie proprietà. Vari composti diversi dalle proteine vengono utilizzati per migliorare le proprietà della fibra. La pirrolidina ha proprietà igroscopiche che mantengono umida la seta e scongiura l'invasione delle formiche. L'idrogenofosfato di potassio rilascia ioni idrogeno in soluzione acquosa, determinando un pH di circa 4, e rende la seta acida, proteggendola così da funghi e batteri che altrimenti ne digerirebbero le proteine. Si ritiene che il nitrato di potassio impedisca la denaturazione delle proteine nell'ambiente acido.
La microstruttura delle fibre e le proprietà meccaniche macroscopiche sono correlate.

### Meccaniche
Ogni ragno e ogni tipo di seta possiede un insieme di proprietà meccaniche ottimizzate per la sua funzione biologica.
La maggior parte delle sete hanno proprietà meccaniche eccezionali. Presentano una combinazione unica di elevata resistenza ed estensibilità (duttilità). Ciò consente alla fibra di seta di assorbire una grande quantità di energia prima di rompersi (tenacità, l'area sottesa alla curva sforzo-deformazione).

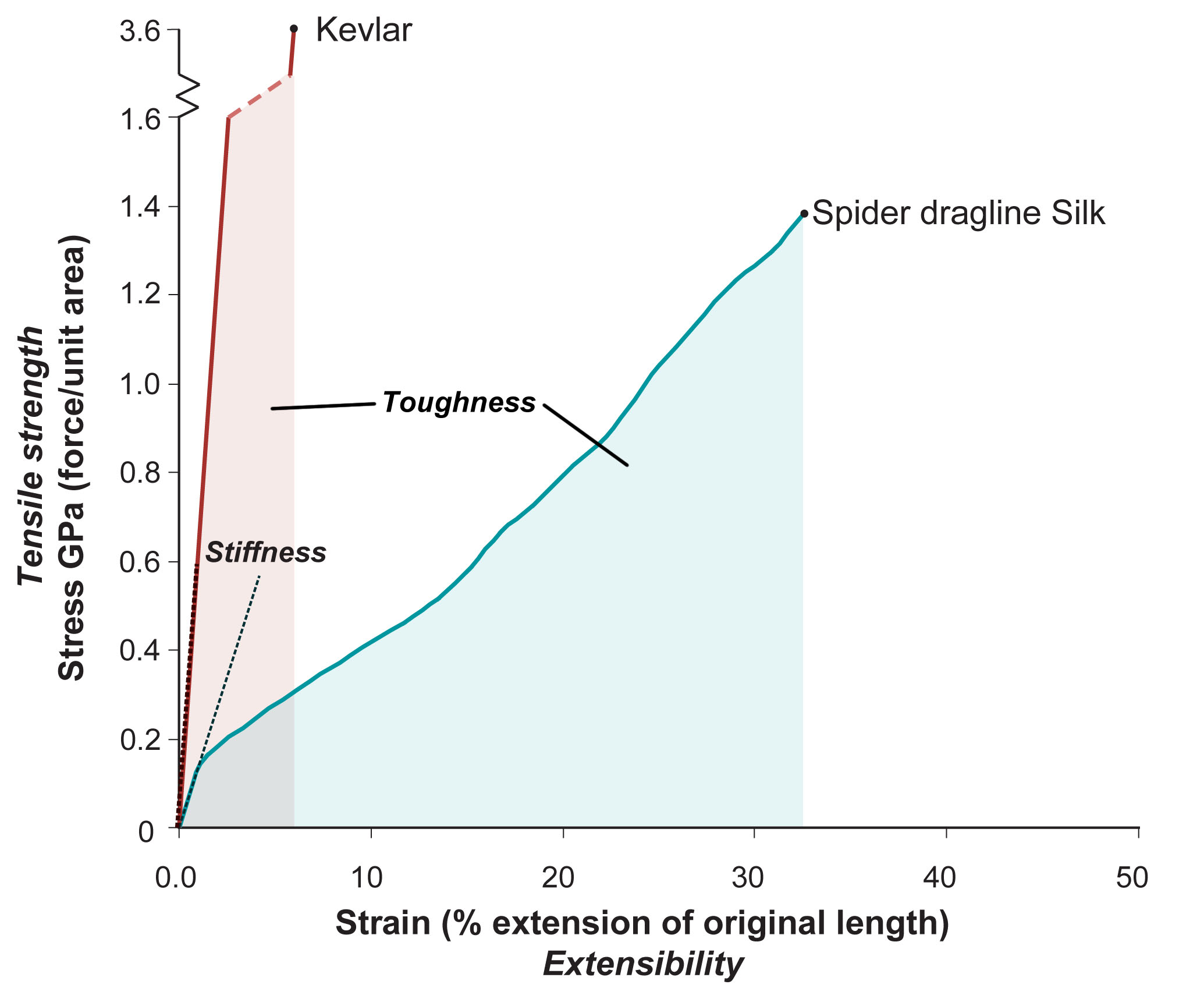
Un'illustrazione delle differenze tra tenacità, rigidità e resistenza

Resistenza e tenacità sono quantità distinte. A parità di peso, la seta è più resistente dell'acciaio, ma non quanto il kevlar. La seta del ragno è, tuttavia, più tenace di entrambi.
La variabilità delle proprietà meccaniche delle fibre di seta di ragno è correlata al loro grado di allineamento molecolare. Le proprietà meccaniche dipendono anche dalle condizioni ambientali, cioè dall'umidità e dalla temperatura.

#### Modulo di Young
Il modulo di Young rappresenta la resistenza alla deformazione elastica lungo la direzione della forza di trazione. A differenza dell'acciaio o del Kevlar che sono rigidi, la seta del ragno è duttile ed elastica ed ha un modulo di Young inferiore. Secondo il database Spider Silkome, la seta di Ariadna lateralis ha il modulo di Young più alto con 37 GPa, rispetto ai 208 GPa dell'acciaio e 112 GPa del Kevlar.

#### Resistenza alla trazione
Il carico di rottura di una seta è paragonabile a quella dell'acciaio legato di alta qualità (450−2000 MPa), e circa la metà rispetto ai filamenti aramidici, come il kevlar (3000 MPa). Secondo il database Spider Silkome, la seta di Clubiona vigil ha la più alta resistenza alla trazione.

#### Densità
Essendo costituita principalmente da proteine, la seta ha circa un sesto della densità dell'acciaio (1,3 g/cm³). Di conseguenza, un filo abbastanza lungo da fare il giro della Terra peserebbe circa 2 kg. La seta di ragno è un materiale molto meno denso dell'acciaio, così che a parità di peso, essa è cinque volte più resistente dell'acciaio.

#### Densita energetica
La densità energetica della seta del ragno è di circa 1,2×108 J/m³.

#### Duttilità
Le sete sono duttili, e alcune sono in grado di allungarsi fino a cinque volte la loro lunghezza a riposo senza rompersi.

#### Tenacità
La combinazione di resistenza e duttilità conferisce alle sete un'elevata tenacità, che uguaglia quella dei filamenti commerciali di poliaramide, che a loro volta sono punti di riferimento della moderna tecnologia delle fibre polimeriche. Secondo il database Spider Silkome, la seta di  Araneus ishisawai è la più tenace.

#### Allungamento a rottura
L'allungamento alla rottura confronta la lunghezza iniziale dell'oggetto con la lunghezza finale alla rottura. Secondo il database Spider Silkome, la seta di Caerostris darwini ha il massimo allungamento a rottura, rompendosi al 65% di estensione.

#### Temperatura
Sebbene non molto rilevante in natura, le sete possono mantenere la loro resistenzaal di sotto di -40 °C e fino a 220 °C. Come accade in molti materiali, le fibre della seta di ragno subiscono una transizione vetrosa. La temperatura di transizione vetrosa dipende dall'umidità, poiché l'acqua è un plastificante per la seta del ragno.

#### Contrazione
Quando esposte all'acqua, le sete subiscono una contrazione, restringendosi fino al 50% in lunghezza e comportandosi come una gomma debole sotto tensione.

#### Massime prestazioni
La seta di ragno più resistente conosciuta è prodotta dalla specie Caerostris darwini: la tenacità delle fibre è in media di 350 MJ/m3, con alcuni campioni che raggiungono i 520 MJ/m3. Pertanto, la seta di C. darwini è due volte più tenace di qualsiasi seta precedentemente descritta e oltre 10 volte più tenace del Kevlar.

## Usi
Tutti i ragni producono seta e un singolo ragno può produrre fino a sette diversi tipi di seta per usi diversi. Ciò è in contrasto con le sete degli insetti, dove un individuo di solito produce solo un singolo tipo.
| Uso                          | Esempio | Reference     |
| ---------------------------- | --- | ------------- |
| Cattura della preda          | Ragnatele | [ 21 ] [ 23 ] |
| Immobilizzazione della preda | Fasciature per avvolgere la preda. Spesso combinate con l'immobilizzazione della preda tramite veleno. | [ 21 ]        |
| Riproduzione                 | I ragni maschi possono produrre ragnatele contenenti spermatozoi; le uova di ragno sono ricoperte da bozzoli di seta | [ 21 ] [ 24 ] |
| Dispersione                  | Il ballooning è utilizzato dai ragni più piccoli per fluttuare nell'aria, ad esempio per disperdersi. | [ 25 ]        |
| Cibo                         | Alcuni ragni che tessono ragnatele temporanee mangiano la propria seta inutilizzata, mitigando così una spesa metabolica altrimenti pesante. | [ 1 ]         |
| Costruzione del nido         | Ragnatele tubolari usate dai ragni primitivi (es. Segestria florentina). I fili si irradiano dal nido per fornire un collegamento sensoriale con l'esterno. La seta è un componente dei coperchi dei ragni che usano "botole", come i membri della famiglia Ctenizidae, e il ragno Argyroneta aquatica forma una campana subacquea di seta. | [ 23 ]        |
| Linea guide                  | Alcuni ragni che escono dal loro nido lasciano una scia di seta attraverso la quale ritrovano la strada. | [ 26 ]        |
| Corda di sicurezza           | Ragni come i Salticidae si avventurano fuori dal riparo e lasciano una scia di seta, che usano come corda di sicurezza in caso di caduta. Altri, si lasciano cadere deliberatamente da una ragnatela quando sono allarmati, usando un filo di seta come corda di sicurezza con cui possono risalire a tempo debito.                         | [ 26 ]        |
| Allarme                      | Alcuni ragni che non tessono trappole vere e proprie costruiscono ragnatele d'allarme che le zampe delle loro prede (come le formiche) possono disturbare, inducendo il ragno a balzare sulla preda o a fuggire da un intruso temibile. | [ 26 ]        |
| Scia di feromoni             | Alcuni ragni erranti lasciano una scia pressoché continua di seta impregnata di feromoni, che il sesso opposto può seguire per trovare un compagno. | [ 26 ]        |

## Sintesi e filatura

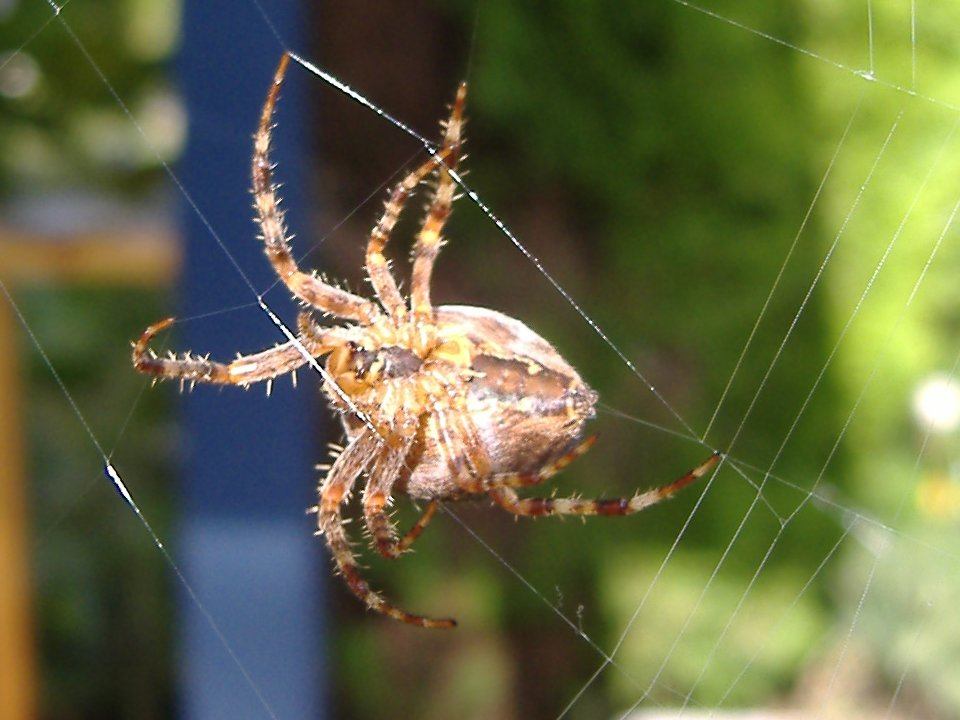
Un ragno crociato che tesse la sua tela

La produzione della seta differisce in un aspetto importante da quella della maggior parte degli altri biomateriali fibrosi. Viene prodotto su richiesta a partire da un precursore da ghiandole specializzate, anziché crescere continuamente come le pareti cellulari delle piante.
Il processo di filatura avviene quando la fibra viene tirata via dal corpo del ragno, o dalle zampe del ragno stesso, o dalla caduta del ragno sotto il suo stesso peso, o da qualsiasi altro metodo. La produzione della seta è una pultrusione, simile all'estrusione, con la sottigliezza che la forza viene indotta tirando la fibra finita anziché spremendola fuori da un serbatoio. La fibra viene tirata attraverso ghiandole della seta di diversi tipi.

## Usi umani

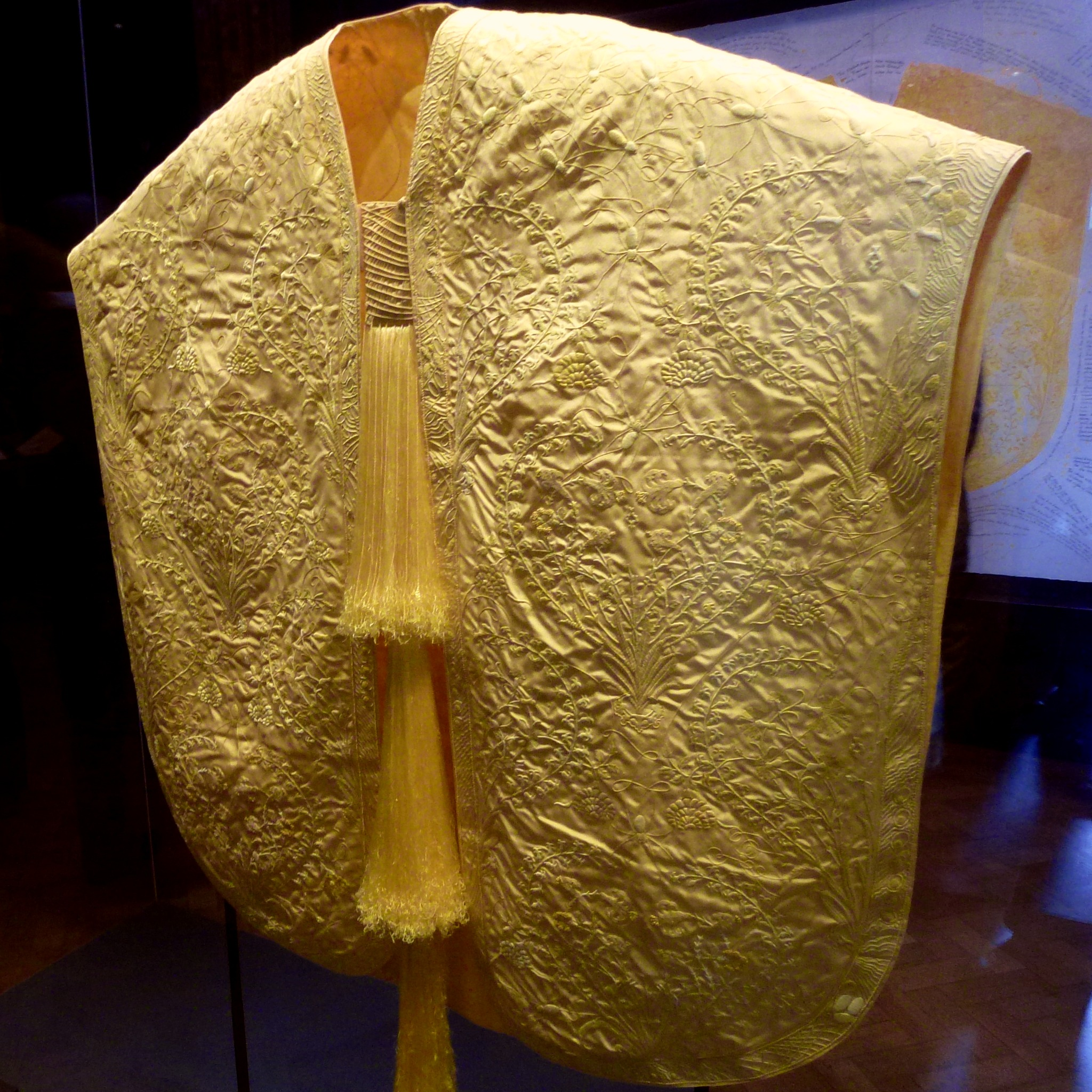
Un mantello realizzato con seta di ragni del genere Nephila del Madagascar

Il primo tentativo registrato di ottenere un tessuto dalla seta di ragno fu nel 1709 da parte di François Xavier Bon che, utilizzando un processo simile alla filatura della seta del baco da seta, intesseva bozzoli di uova di ragno in calze e guanti. Cinquant'anni dopo il missionario gesuita Ramón M. Termeyer inventò un dispositivo per raccogliere la seta direttamente dai ragni, consentendone la filatura. Né Bon né Termeyer riuscirono a produrre quantità commercialmente apprezzabili di seta.
Lo sviluppo di metodi per la produzione di massa della seta di ragno ha portato alla produzione di beni militari, medici e di consumo, come armature balistiche, calzature sportive, prodotti per la cura personale, rivestimenti per protesi mammarie e cateteri, pompe per insulina meccaniche e abbigliamento. Tuttavia, a causa delle difficoltà di estrazione e lavorazione, il più grande pezzo di tessuto conosciuto fatto di seta di ragno misura 3,4 per 1,2 m ed è stato realizzato in Madagascar nel 2009. Ottantadue persone hanno lavorato per quattro anni per raccogliere oltre un milione di ragni del genere Nephila ed estrarne la seta.

### Medicina
I contadini dei Carpazi meridionali erano soliti tagliare i tubi di seta costruiti da specie di Atypus e coprire le ferite con il rivestimento interno. Secondo quanto riferito, la seta facilitava la guarigione e si connetteva alla pelle. Si ritiene che ciò sia dovuto alle proprietà antisettiche della seta, e al fatto che la seta è ricca di vitamina K, che può aiutare la coagulazione del sangue.

### Scienza e tecnologia
La seta del ragno è stata utilizzata come filo per i mirini negli strumenti ottici come telescopi, microscopi, e mirini telescopici per fucili. Nel 2011, le fibre di seta sono state utilizzate per generare modelli di diffrazione fine su segnali interferometrici a fessura N utilizzati nelle comunicazioni ottiche. La seta è stata utilizzata per creare biolenti che potrebbero essere utilizzate insieme ai laser per creare immagini ad alta risoluzione dell'interno del corpo umano.